# Bubo bengalensis
El búho bengalí, búho roquero,  búho real de Bengala (Bubo bengalensis) o búho real indio es una especie de ave estrigiforme de la familia Strigidae que se distribuye por colinas rocosas de bosque y matorral del subcontinente indio. Tienen un ulular profundo y resonante que emiten al comenzar su actividad al crepúsculo. 

## Taxonomía
Fue descrito como especie por el naturalista James Franklin a partir de un ejemplar que observó en el norte de la India en 1831. Fue considerado una subespecie del búho real (Bubo bubo) hasta que fue elevado a su propia especie. No se reconocen subespecies.

## Descripción
Son búhos grandes que miden entre 50 y 56 cm y pesan sobre 1,1 kg, siendo siempre las hembras mayores que los machos. El disco facial es de color marrón con un borde negruzco prominente. Las cejas comienzan blanquecinas en el centro de la cara y cambian a una línea negruzca en un punto justo por encima del centro de cada ojo, y luego continúan hasta los oscuros penachos con forma de orejas. La frente es de color marrón claro, con pequeñas manchas negruzcas, que aumentan en número hacia la corona, lo que le da un aspecto oscuro. Los ojos son de color amarillo anaranjado a rojo anaranjado, y el pico ganchudo es negro. La barbilla y la garganta son blancas.
Las partes superiores son marrón rojizo, moteadas y veteadas de marrón negruzco. A menudo hay una barra blanquecina en el hombro. El plumaje de la cola es en bandas alternando el color rojizo y el marrón negruzco. La parte superior del tórax tiene rayas pequeñas y oscuras sobre un fondo crema, y el resto de las partes inferiores tienen rayas finas y barras transversales débiles, que se vuelven más débiles hacia el abdomen. Las garras son de color negro oscuro.

## Distribución y hábitat
El búho bengalí vive en el subcontinente indio (incluyendo India, Pakistán y Nepal) hasta la estribaciones del Himalaya donde es reemplazado por el búho real (Bubo bubo). Habita en bosques tropicales secos, además de bosques templados en las estribaciones del Himalaya, también en zonas de matorral y zonas rocosas de montañas y acantilados. Prefieren los bosques a las zonas de campo abierto, sobre todo en barrancos rocosos y pendientes cerca de ríos y arroyos. Soporta una altitud de hasta 2400 m.

## Comportamiento
Se trata de un ave de hábitos nocturnos que suele volar cerca del suelo y que se caracteriza por un batir lento de alas, con un vuelo en el que predomina el planeamiento. Normalmente pasan el día al abrigo de un arbusto o formación rocosa o en un árbol grande cerca de sus cazaderos habituales. El búho somalí caza, generalmente, desde un lugar en el que se posa buscando presas, aunque también realiza vuelos ralos sobre el suelo escudriñando alguna presa. Suele comer ratas y ratones aunque también cazan aves como perdices, palomas, carracas o incluso pavos reales. Reptiles, ranas, murciélagos, cangrejos e insectos también forman parte de su dieta.
El búho bengalí se reproduce entre octubre y mayo. El nido suele consistir en una pequeña hondonada en el suelo bajo un arbusto, escondido entre bajo un saliente de roca; o también en las grietas de la roca en un acantilado. Este nido será reutilizado cada año. La hembra pondrá entre 3 y 4 huevos de color crema y serán incubados durante 35 días. Las crías permanecerán al cuidado de sus padres durante 6 meses.  

## Conservación
Se clasifica como preocupación menor por la UICN debido a que la población de esta especie permanece estable y su área de distribución es bastante grande, por lo que no se enfrenta a peligros graves. En algunos lugares se le considera un ave de mal agüero pues la creencia popular dice que si se posa sobre una casa y ulula significará la próxima muerte de alguno de sus ocupantes. Esto causa que muchas aves sean capturadas y sacrificadas en rituales. Las leyes indias prohíben la captura de esta especie pero la caza furtiva persiste